# Saša Dobrić
Saša Dobrić (szerbül: Саша Добрић; Benkovac, 1982. január 24. –) szerb labdarúgó, jelenleg az Egri FC középpályása. Saša Dobrić a jugoszláviai Benkovacban született, ami közigazgatásilag ma Horvátországhoz tartozik.

## Pályafutása
Saša Dobrić szülővárosának labdarúgócsapatában, a NK Velebitben kezdte el a labdarúgást. 1995-ben Szerbiába igazolt, az FK Vojvodina fiatal csapatába.
Saša Dobrić a Jugoszláv U21-es labdarúgó-válogatottban is szerepet kapott.

## Fordítás
Ez a szócikk részben vagy egészben  a   Saša Dobrić című angol Wikipédia-szócikk ezen változatának fordításán alapul.  Az eredeti cikk szerkesztőit annak laptörténete sorolja fel. Ez a jelzés csupán a megfogalmazás eredetét és a szerzői jogokat jelzi, nem szolgál a cikkben szereplő információk forrásmegjelöléseként.